# 16e cérémonie des British Academy Film Awards
Pour la cérémonie des BAFTAs récompensant la télévision, voir la 10e cérémonie des British Academy Television Awards.
La 16e cérémonie des British Academy Film Awards, organisée par la British Academy of Film and Television Arts, s'est déroulée en 1963 et a récompensé les films sortis en 1962.

## Palmarès

### Meilleur film - toutes provenances
- Lawrence d'Arabie (Lawrence of Arabia)
  - L'Année dernière à Marienbad
  - Billy Budd
  - Le Caporal épinglé
  - La Dame au petit chien (Дама с собачкой)
  - L'Île nue (裸の島)
  - Jules et Jim
  - A Kind of Loving
  - La Chambre indiscrète (The L-Shaped Room)
  - Lola
  - Un crime dans la tête (The Manchurian Candidate)
  - Miracle en Alabama (The Miracle Worker)
  - On n'y joue qu'à deux (Only Two Can Play)
  - Phaedra
  - À travers le miroir (Såsom i en spegel)
  - Tu ne tueras point
  - Une aussi longue absence (The Long Absence)
  - West Side Story

### Meilleur film britannique
- Lawrence d'Arabie (Lawrence of Arabia)
  - Billy Budd
  - A Kind of Loving
  - La Chambre indiscrète (The L-Shaped Room)
  - On n'y joue qu'à deux (Only Two Can Play)

### Meilleur acteur
- Meilleur acteur britannique :
  - Peter O'Toole pour le rôle de Thomas Edward Lawrence dans Lawrence d'Arabie (Lawrence of Arabia)
    - Richard Attenborough pour le rôle d'Herbert Fowle  dans The Dock Brief
    - Alan Bates pour le rôle de Victor Arthur 'Vic' Brown  dans A Kind of Loving
    - James Mason pour le rôle d'Humbert Humbert dans Lolita
    - Peter Sellers pour le rôle de John Lewis dans On n'y joue qu'à deux (Only Two Can Play)
    - Laurence Olivier pour le rôle de Graham Weir dans Le Verdict (Term of Trial)

- Meilleur acteur étranger :
  - Burt Lancaster pour le rôle de Robert Franklin Stroud dans Le Prisonnier d'Alcatraz (Birdman of Alcatraz)
    - Charles Laughton pour le rôle du sénateur Seab Cooley dans Tempête à Washington (Advise and Consent)
    - Robert Ryan pour le rôle de John Claggart dans Billy Budd
    - Anthony Quinn pour le rôle d'Auda ibu Tayi dans Lawrence d'Arabie (Lawrence of Arabia)
    - George Hamilton pour le rôle de Fabrizio Naccarelli dans The Light in the Piazza
    - Kirk Douglas pour le rôle de « Jack » John W. Burns dans Seuls sont les indomptés (Lonely Are the Brave)
    - Jean-Paul Belmondo pour le rôle de Léon Morin dans Léon Morin, prêtre
    - Georges Wilson pour le rôle du clochard dans Une aussi longue absence

### Meilleure actrice
- Meilleure actrice britannique :
  - Leslie Caron pour le rôle de Jane Fosset dans La Chambre indiscrète (The L-Shaped Room)
    - Janet Munro pour le rôle de Pat Harris dans Accusé, levez-vous (Life for Ruth)
    - Virginia Maskell pour le rôle de Virginia dans The Wild and the Willing

- Meilleure actrice étrangère :
  - Anne Bancroft pour le rôle d'Annie Sullivan dans Miracle en Alabama (The Miracle Worker)
    - Jeanne Moreau pour le rôle de Catherine dans Jules et Jim
    - Anouk Aimée pour le rôle de Lola (Cécile) dans Lola
    - Melina Mercouri pour le rôle de Phèdre dans Phaedra
    - Natalie Wood pour le rôle de Wilma Dean 'Deanie' Loomis dans La Fièvre dans le sang (Splendor in the Grass)
    - Geraldine Page pour le rôle d'Alexandra Del Lago dans Doux Oiseau de jeunesse (Sweet Bird of Youth)
    - Harriet Andersson pour le rôle de Karin dans À travers le miroir (Såsom i en spegel)

### Meilleur scénario britannique
- Lawrence d'Arabie (Lawrence of Arabia) – Robert Bolt
  - Un Amour pas comme les autres (A Kind of Loving) – Willis Hall et Keith Waterhouse
  - Billy Budd – Peter Ustinov et DeWitt Bodeen
  - On n'y joue qu'à deux (Only Two Can Play) – Bryan Forbes
  - La Belle des îles (Tiara Tahiti) – Geoffrey Cotterell et Ivan Foxwell
  - Les Femmes du général (Waltz of the Toreadors) – Wolf Mankowitz

### Meilleur film d'animation
- The Apple
  - The Travelling Rune
  - Four Line Conics

### Meilleur court-métrage
- La Rivière du hibou – Robert Enrico
  - Kort är sommaren – Bjarne Henning-Jensen
  - Lonely Boy (en) – Wolf Koenig (en) et Roman Kroitor
  - Zoo – Bert Haanstra

### Meilleur film spécialisé
- Four Line Conics
  - What's the Time?

### United Nations Awards
- Reach for Glory
  - Food or Famine
  - Tu ne tueras point

### Meilleur nouveau venu dans un rôle principal
Récompense les jeunes acteurs dans un rôle principal.
- Tom Courtenay pour le rôle de Colin Smith dans La Solitude du coureur de fond (The Loneliness of the Long Distance Runner)
  - Terence Stamp pour le rôle de Billy Budd dans Billy Budd
  - Ian Hendry pour le rôle d'Albert dans Live Now - Pay Later
  - Mariette Hartley pour le rôle d'Elsa Knudsen dans Coups de feu dans la Sierra (Ride the High Country)
  - Sarah Miles pour le rôle de Shirley Taylor dans Le Verdict (Term of Trial)

## Récompenses et nominations multiples

### Nominations multiples
Films
5 : Lawrence d'Arabie, Billy Budd
4 : A Kind of Loving, On n'y joue qu'à deux
3 : La Chambre indiscrète
2 : Lola, Miracle en Alabama, Phaedra, À travers le miroir, Tu ne tueras point, Une aussi longue absence, Le Verdict, Jules et Jim
Personnalité
Aucune

### Récompenses multiples
Films
4 / 5 : Lawrence d'Arabie
Personnalité
Aucune

### Le grand perdant
0 / 5 : Billy Budd